# Norvégia a 2018. évi téli olimpiai játékokon
Norvégia a dél-koreai Phjongcshangban megrendezett 2018. évi téli olimpiai játékok egyik részt vevő nemzete volt. Az országot az olimpián 11 sportágban 109 sportoló képviselte, akik összesen 39 érmet szereztek.

## Érmesek
| Érem  | Versenyző | Sportág          | Versenyszám                  |
| ----- | --- | ---------------- | ---------------------------- |
| Arany | Aksel Lund Svindal | Alpesisí         | Férfi lesiklás               |
| Arany | Johannes Thingnes Bø | Biatlon          | Férfi 20 km egyéni indításos |
| Arany | Håvard Lorentzen | Gyorskorcsolya   | Férfi 500 m                  |
| Arany | Håvard Bøkko Sindre Henriksen Simen Spieler Nilsen Sverre Lunde Pedersen                                                | Gyorskorcsolya   | Férfi csapat                 |
| Arany | Øystein Bråten | Síakrobatika     | Férfi slopestyle             |
| Arany | Simen Hegstad Krüger | Sífutás          | Férfi 30 km                  |
| Arany | Johannes Høsflot Klæbo                                                                                                  | Sífutás          | Férfi egyéni sprint          |
| Arany | Martin Johnsrud Sundby Johannes Høsflot Klæbo                                                                           | Sífutás          | Férfi csapatsprint           |
| Arany | Didrik Tønseth Martin Johnsrud Sundby Simen Hegstad Krüger Johannes Høsflot Klæbo                                       | Sífutás          | Férfi 4 × 10 km váltó        |
| Arany | Ragnhild Haga | Sífutás          | Női 10 km                    |
| Arany | Marit Bjørgen | Sífutás          | Női 30 km                    |
| Arany | Ingvild Flugstad Østberg Astrid Uhrenholdt Jacobsen Ragnhild Haga Marit Bjørgen                                         | Sífutás          | Női 4 × 5 km váltó           |
| Arany | Johann André Forfang Robert Johansson Andreas Stjernen Daniel-André Tande                                               | Síugrás          | Férfi csapatverseny          |
| Arany | Maren Lundby | Síugrás          | Női egyéni, normálsánc       |
| Ezüst | Kjetil Jansrud | Alpesisí         | Férfi lesiklás               |
| Ezüst | Henrik Kristoffersen | Alpesisí         | Férfi óriás-műlesiklás       |
| Ezüst | Ragnhild Mowinckel | Alpesisí         | Női lesiklás                 |
| Ezüst | Ragnhild Mowinckel | Alpesisí         | Női óriás-műlesiklás         |
| Ezüst | Lars Helge Birkeland Tarjei Bø Johannes Thingnes Bø Emil Hegle Svendsen                                                 | Biatlon          | Férfi 4 × 7,5 km váltó       |
| Ezüst | Marte Olsbu | Biatlon          | Női 7,5 km sprint            |
| Ezüst | Marte Olsbu Tiril Eckhoff Johannes Thingnes Bø Emil Hegle Svendsen                                                      | Biatlon          | Vegyes váltó                 |
| Ezüst | Jørgen Graabak Espen Andersen Jarl Magnus Riiber Jan Schmid                                                             | Északi összetett | Csapat                       |
| Ezüst | Håvard Lorentzen | Gyorskorcsolya   | Férfi 1000 m                 |
| Ezüst | Simen Hegstad Krüger | Sífutás          | Férfi 15 km                  |
| Ezüst | Martin Johnsrud Sundby                                                                                                  | Sífutás          | Férfi 30 km                  |
| Ezüst | Marit Bjørgen | Sífutás          | Női 15 km                    |
| Ezüst | Maiken Caspersen Falla                                                                                                  | Sífutás          | Női egyéni sprint            |
| Ezüst | Johann André Forfang | Síugrás          | Férfi egyéni, normálsánc     |
| Bronz | Kjetil Jansrud | Alpesisí         | Férfi szuperóriás-műlesiklás |
| Bronz | Kristin Lysdahl Leif Kristian Nestvold-Haugen Nina Haver-Løseth Sebastian Foss-Solevåg Maren Skjøld Jonathan Nordbotten | Alpesisí         | Vegyes csapatverseny         |
| Bronz | Emil Hegle Svendsen | Biatlon          | Férfi 15 km tömegrajtos      |
| Bronz | Tiril Eckhoff | Biatlon          | Női 12,5 km tömegrajtos      |
| Bronz | Kristin Skaslien Magnus Nedregotten                                                                                     | Curling          | Vegyes páros                 |
| Bronz | Sverre Lunde Pedersen                                                                                                   | Gyorskorcsolya   | Férfi 5000 m                 |
| Bronz | Hans Christer Holund | Sífutás          | Férfi 30 km                  |
| Bronz | Marit Bjørgen | Sífutás          | Női 10 km                    |
| Bronz | Marit Bjørgen Maiken Caspersen Falla                                                                                    | Sífutás          | Női csapatsprint             |
| Bronz | Robert Johansson | Síugrás          | Férfi egyéni, normálsánc     |
| Bronz | Robert Johansson | Síugrás          | Férfi egyéni, nagysánc       |

## Alpesisí
Férfi
| Versenyző               | Versenyszám            | 1. futam      | 1. futam      | 2. futam      | 2. futam      | Összesítés | Összesítés |
| Versenyző               | Versenyszám            | Idő           | Hely.         | Idő           | Hely.         | Idő        | Helyezés   |
| ----------------------- | ---------------------- | ------------- | ------------- | ------------- | ------------- | ---------- | ---------- |
| Sebastian Foss-Solevåg  | Műlesiklás             | 48,53         | 5.            | 51,65         | 20.           | 1:40,18    | 10.        |
| Leif Kristian Haugen    | Óriás-műlesiklás       | 1:08,93       | 3.            | 1:11,30       | 25.           | 2:20,23    | 8.         |
| Leif Kristian Haugen    | Műlesiklás             | 49,27         | 14.           | 51,04         | 7.            | 1:40,31    | 13.        |
| Kjetil Jansrud          | Lesiklás               |               |               |               |               | 1:40,37    |            |
| Kjetil Jansrud          | Szuperóriás-műlesiklás |               |               |               |               | 1:24,62    |            |
| Kjetil Jansrud          | Óriás-műlesiklás       | nem ért célba | nem ért célba | kiesett       | kiesett       | kiesett    | kiesett    |
| Aleksander Aamodt Kilde | Lesiklás               |               |               |               |               | 1:42,18    | 15.        |
| Aleksander Aamodt Kilde | Szuperóriás-műlesiklás |               |               |               |               | 1:25,71    | 13.        |
| Aleksander Aamodt Kilde | Óriás-műlesiklás       | nem ért célba | nem ért célba | kiesett       | kiesett       | kiesett    | kiesett    |
| Henrik Kristoffersen    | Óriás-műlesiklás       | 1:09,58       | 10.           | 1:09,73       | 1.            | 2:19,31    |            |
| Henrik Kristoffersen    | Műlesiklás             | 47,72         | 1.            | nem ért célba | nem ért célba | kiesett    | kiesett    |
| Jonathan Nordbotten     | Műlesiklás             | nem ért célba | nem ért célba | kiesett       | kiesett       | kiesett    | kiesett    |
| Aksel Lund Svindal      | Lesiklás               |               |               |               |               | 1:40,25    |            |
| Aksel Lund Svindal      | Szuperóriás-műlesiklás |               |               |               |               | 1:24,93    | 5.         |

| Versenyző               | Versenyszám | Lesiklás | Lesiklás | Műlesiklás    | Műlesiklás    | Összesítés | Összesítés |
| Versenyző               | Versenyszám | Idő      | Hely.    | Idő           | Hely.         | Idő        | Helyezés   |
| ----------------------- | ----------- | -------- | -------- | ------------- | ------------- | ---------- | ---------- |
| Sebastian Foss-Solevåg  | Összetett   | 1:24,35  | 58.      | nem ért célba | nem ért célba | kiesett    | kiesett    |
| Kjetil Jansrud          | Összetett   | 1:19,51  | 4.       | 49,16         | 19.           | 2:08,67    | 7.         |
| Aleksander Aamodt Kilde | Összetett   | 1:20,92  | 18.      | 50,15         | 26.           | 2:11,07    | 21.        |
| Aksel Lund Svindal      | Összetett   | 1:19,31  | 2.       | nem indult    | nem indult    | kiesett    | kiesett    |

Női
| Versenyző          | Versenyszám            | 1. futam      | 1. futam      | 2. futam | 2. futam | Összesítés | Összesítés |
| Versenyző          | Versenyszám            | Idő           | Hely.         | Idő      | Hely.    | Idő        | Helyezés   |
| ------------------ | ---------------------- | ------------- | ------------- | -------- | -------- | ---------- | ---------- |
| Nina Haver-Løseth  | Óriás-műlesiklás       | 1:13,13       | 18.           | 1:09,97  | 13.      | 2:23,10    | 15.        |
| Nina Haver-Løseth  | Műlesiklás             | 49,75         | 5.            | 50,41    | 11.      | 1:40,16    | 6.         |
| Kristin Lysdahl    | Óriás-műlesiklás       | 1:13,45       | 21.           | 1:09,95  | 12.      | 2:23,40    | 18.        |
| Kristin Lysdahl    | Műlesiklás             | 52,12         | 28.           | 50,90    | 21.      | 1:43,02    | 25.        |
| Ragnhild Mowinckel | Lesiklás               |               |               |          |          | 1:39,31    |            |
| Ragnhild Mowinckel | Szuperóriás-műlesiklás |               |               |          |          | 1:22,00    | 13.        |
| Ragnhild Mowinckel | Óriás-műlesiklás       | 1:11,17       | 4.            | 1:09,24  | 5.       | 2:20,41    |            |
| Maren Skjøld       | Óriás-műlesiklás       | nem ért célba | nem ért célba | kiesett  | kiesett  | kiesett    | kiesett    |
| Maren Skjøld       | Műlesiklás             | 51,44         | 19.           | 51,18    | 23.      | 1:42,62    | 22.        |

| Versenyző          | Versenyszám | Lesiklás | Lesiklás | Műlesiklás | Műlesiklás | Összesítés | Összesítés |
| Versenyző          | Versenyszám | Idő      | Hely.    | Idő        | Hely.      | Idő        | Helyezés   |
| ------------------ | ----------- | -------- | -------- | ---------- | ---------- | ---------- | ---------- |
| Ragnhild Mowinckel | Összetett   | 1:40,11  | 2.       | 42,52      | 11.        | 2:22,63    | 4.         |

Vegyes
| Versenyző | Versenyszám | Nyolcaddöntő                              | Negyeddöntő                    | Elődöntő               | Bronzmérkőzés                 | Helyezés |
| Versenyző | Versenyszám | Ellenfél Eredmény                         | Ellenfél Eredmény              | Ellenfél Eredmény      | Ellenfél Eredmény             | Helyezés |
| --- | ----------- | ----------------------------------------- | ------------------------------ | ---------------------- | ----------------------------- | -------- |
| Sebastian Foss-Solevåg Leif Kristian Haugen Jonathan Nordbotten Nina Haver-Løseth Kristin Lysdahl Maren Skjøld | Vegyes      | Olimpikonok Oroszországból (OAR) · Gy 4–0 | Nagy-Britannia (GBR) · Gy 2*–2 | Ausztria (AUT) · V 1–3 | Franciaország (FRA) · Gy 2*–2 |          |

## Biatlon
Férfi
| Versenyző                                                               | Versenyszám            | Időeredmény | Lövőhiba    | Helyezés |
| ----------------------------------------------------------------------- | ---------------------- | ----------- | ----------- | -------- |
| Lars Helge Birkeland                                                    | 20 km egyéni indításos | 53:46,8     | 4 (2+1+1+0) | 60.      |
| Erlend Bjøntegaard                                                      | 10 km sprint           | 23:56,2     | 2 (0+2)     | 5.       |
| Erlend Bjøntegaard                                                      | 12,5 km üldözőverseny  | 34:18,0     | 4 (1+0+0+3) | 9.       |
| Erlend Bjøntegaard                                                      | 15 km tömegrajtos      | 36:19,4     | 2 (0+0+2+0) | 7.       |
| Johannes Thingnes Bø                                                    | 10 km sprint           | 24:51,5     | 4 (3+1)     | 31.      |
| Johannes Thingnes Bø                                                    | 12,5 km üldözőverseny  | 35:42,7     | 6 (0+2+4+0) | 21.      |
| Johannes Thingnes Bø                                                    | 20 km egyéni indításos | 48:03,8     | 2 (1+0+0+1) |          |
| Johannes Thingnes Bø                                                    | 15 km tömegrajtos      | 37:07,3     | 3 (0+3+0+0) | 16.      |
| Tarjei Bø                                                               | 10 km sprint           | 24:12,5     | 2 (2+0)     | 13.      |
| Tarjei Bø                                                               | 12,5 km üldözőverseny  | 33:54,3     | 3 (0+0+1+2) | 4.       |
| Tarjei Bø                                                               | 20 km egyéni indításos | 50:05,3     | 2 (0+0+0+2) | 13.      |
| Tarjei Bø                                                               | 15 km tömegrajtos      | 36:21,9     | 3 (1+0+2+0) | 8.       |
| Emil Hegle Svendsen                                                     | 10 km sprint           | 24:23,8     | 2 (1+1)     | 18.      |
| Emil Hegle Svendsen                                                     | 12,5 km üldözőverseny  | 35:33,2     | 5 (0+2+2+1) | 20.      |
| Emil Hegle Svendsen                                                     | 20 km egyéni indításos | 49:40,5     | 2 (0+2+0+0) | 10.      |
| Emil Hegle Svendsen                                                     | 15 km tömegrajtos      | 35:58,5     | 2 (1+0+1+0) |          |
| Lars Helge Birkeland Tarjei Bø Johannes Thingnes Bø Emil Hegle Svendsen | 4 × 7,5 km váltó       | 1:16:12,0   | 13 (1+12)   |          |

Női
| Versenyző                                                             | Versenyszám            | Időeredmény | Lövőhiba    | Helyezés |
| --------------------------------------------------------------------- | ---------------------- | ----------- | ----------- | -------- |
| Tiril Eckhoff                                                         | 7,5 km sprint          | 22:32,4     | 4 (3+1)     | 24.      |
| Tiril Eckhoff                                                         | 10 km üldözőverseny    | 32:23,1     | 5 (0+2+3+0) | 9.       |
| Tiril Eckhoff                                                         | 15 km egyéni indításos | 44:41,9     | 4 (1+1+1+1) | 23.      |
| Tiril Eckhoff                                                         | 12,5 km tömegrajtos    | 35:50,7     | 2 (1+0+1+0) |          |
| Marte Olsbu                                                           | 7,5 km sprint          | 21:30,4     | 1 (1+0)     |          |
| Marte Olsbu                                                           | 10 km üldözőverseny    | 31:42,6     | 4 (1+2+0+1) | 4.       |
| Marte Olsbu                                                           | 15 km egyéni indításos | 48:58,8     | 7 (1+1+3+2) | 71.      |
| Marte Olsbu                                                           | 12,5 km tömegrajtos    | 36:14,6     | 1 (0+1+0+0) | 8.       |
| Synnøve Solemdal                                                      | 7,5 km sprint          | 23:23,9     | 3 (1+2)     | 50.      |
| Synnøve Solemdal                                                      | 10 km üldözőverseny    | 34:45,5     | 4 (1+0+2+1) | 41.      |
| Synnøve Solemdal                                                      | 15 km egyéni indításos | 45:33,0     | 2 (0+1+0+1) | 40.      |
| Ingrid Landmark Tandrevold                                            | 7,5 km sprint          | 23:49,1     | 4 (2+2)     | 59.      |
| Ingrid Landmark Tandrevold                                            | 10 km üldözőverseny    | 34:56,8     | 4 (0+3+1+0) | 42.      |
| Ingrid Landmark Tandrevold                                            | 15 km egyéni indításos | 46:14,7     | 3 (0+2+0+1) | 43.      |
| Synnøve Solemdal Tiril Eckhoff Ingrid Landmark Tandrevold Marte Olsbu | 4 × 6 km váltó         | 1:12:33,1   | 15 (3+12)   | 4.       |

Vegyes
| Versenyző                                                          | Versenyszám  | Időeredmény | Lövőhiba  | Helyezés |
| ------------------------------------------------------------------ | ------------ | ----------- | --------- | -------- |
| Johannes Thingnes Bø Emil Hegle Svendsen Tiril Eckhoff Marte Olsbu | Vegyes váltó | 1:08:55,2   | 12 (1+11) |          |

## Curling

### Férfi
- Thomas Ulsrud
- Torger Nergård
- Christoffer Svae
- Håvard Vad Petersson
- Sander Rølvåg

Csoportkör
| Nemzet           | Skip             | Gy | V | P+ | P- | Gy end | V end | Üres endek | Saját rabolt endek | Lökés % |
| ---------------- | ---------------- | -- | - | -- | -- | ------ | ----- | ---------- | ------------------ | ------- |
| Svédország       | Niklas Edin      | 7  | 2 | 62 | 43 | 34     | 28    | 13         | 8                  | 87%     |
| Kanada           | Kevin Koe        | 6  | 3 | 56 | 46 | 36     | 34    | 14         | 8                  | 87%     |
| Egyesült Államok | John Shuster     | 5  | 4 | 67 | 63 | 37     | 39    | 4          | 6                  | 80%     |
| Nagy-Britannia   | Kyle Smith       | 5  | 4 | 55 | 60 | 40     | 37    | 8          | 7                  | 82%     |
| Svájc            | Peter de Cruz    | 5  | 4 | 60 | 55 | 39     | 37    | 10         | 6                  | 83%     |
| Norvégia         | Thomas Ulsrud    | 4  | 5 | 45 | 54 | 32     | 36    | 6          | 6                  | 82%     |
| Dél-Korea        | Kim Chang-min    | 4  | 5 | 54 | 59 | 40     | 41    | 7          | 8                  | 82%     |
| Japán            | Morozumi Juszuke | 4  | 5 | 48 | 56 | 33     | 35    | 13         | 5                  | 81%     |
| Olaszország      | Joel Retornaz    | 3  | 6 | 50 | 56 | 37     | 38    | 15         | 7                  | 81%     |
| Dánia            | Rasmus Stjerne   | 2  | 7 | 53 | 70 | 36     | 39    | 12         | 5                  | 83%     |

1. 1 2  Nagy-Britannia és Svájc rájátszáson mérkőzött az elődöntőbe jutásért

| Sheet D           | 1 | 2 | 3 | 4 | 5 | 6 | 7 | 8 | 9 | 10 | VE |
| Norvégia (Ulsrud) | 1 | 0 | 0 | 0 | 1 | 1 | 0 | 1 | 0 | X  | 4  |
| Japán (Morozumi)  | 0 | 1 | 1 | 1 | 0 | 0 | 2 | 0 | 1 | X  | 6  |

| Sheet B           | 1 | 2 | 3 | 4 | 5 | 6 | 7 | 8 | 9 | 10 | VE |
| Norvégia (Ulsrud) | 0 | 1 | 1 | 0 | 0 | 2 | 0 | 0 | 0 | X  | 4  |
| Kanada (Koe)      | 2 | 0 | 0 | 0 | 1 | 0 | 1 | 1 | 2 | X  | 7  |

| Sheet C           | 1 | 2 | 3 | 4 | 5 | 6 | 7 | 8 | 9 | 10 | VE |
| Norvégia (Ulsrud) | 0 | 2 | 0 | 0 | 2 | 0 | 0 | 2 | 0 | 1  | 7  |
| Dél-Korea (Kim)   | 1 | 0 | 0 | 1 | 0 | 1 | 0 | 0 | 2 | 0  | 5  |

| Sheet B           | 1 | 2 | 3 | 4 | 5 | 6 | 7 | 8 | 9 | 10 | VE |
| Svájc (de Cruz)   | 1 | 0 | 0 | 1 | 0 | 0 | 2 | 0 | 2 | 1  | 7  |
| Norvégia (Ulsrud) | 0 | 1 | 1 | 0 | 0 | 2 | 0 | 1 | 0 | 0  | 5  |

| Sheet A           | 1 | 2 | 3 | 4 | 5 | 6 | 7 | 8 | 9 | 10 | VE |
| Norvégia (Ulsrud) | 0 | 1 | 0 | 4 | 0 | 4 | 0 | 0 | 1 | 0  | 10 |
| Dánia (Stjerne)   | 1 | 0 | 1 | 0 | 1 | 0 | 2 | 2 | 0 | 1  | 8  |

| Sheet D                    | 1 | 2 | 3 | 4 | 5 | 6 | 7 | 8 | 9 | 10 | VE |
| Egyesült Államok (Shuster) | 1 | 0 | 2 | 0 | 1 | 0 | 0 | 0 | 1 | X  | 5  |
| Norvégia (Ulsrud)          | 0 | 2 | 0 | 1 | 0 | 3 | 1 | 1 | 0 | X  | 8  |

| Sheet A                | 1 | 2 | 3 | 4 | 5 | 6 | 7 | 8 | 9 | 10 | VE |
| Nagy-Britannia (Smith) | 3 | 1 | 0 | 2 | 0 | 3 | 1 | X | X | X  | 10 |
| Norvégia (Ulsrud)      | 0 | 0 | 2 | 0 | 1 | 0 | 0 | X | X | X  | 3  |

| Sheet B                | 1 | 2 | 3 | 4 | 5 | 6 | 7 | 8 | 9 | 10 | VE |
| Norvégia (Ulsrud)      | 0 | 0 | 1 | 1 | 0 | 0 | 0 | 1 | 0 | 1  | 4  |
| Olaszország (Retornaz) | 0 | 1 | 0 | 0 | 0 | 1 | 1 | 0 | 3 | 0  | 6  |

| Sheet C           | 1 | 2 | 3 | 4 | 5 | 6 | 7 | 8 | 9 | 10 | VE |
| Svédország (Edin) | 0 | 0 | 2 | 0 | 0 | 0 | X | X | X | X  | 2  |
| Norvégia (Ulsrud) | 1 | 0 | 0 | 3 | 2 | 1 | X | X | X | X  | 7  |

| Csapat   | Helyezés |
| -------- | -------- |
| Norvégia | 6.       |

### Vegyes páros
- Kristin Skaslien
- Magnus Nedregotten

Csoportkör
| Nemzet                     | Név                                                | Gy | V | P+ | P- | Gy end | V end | Üres endek | Saját rabolt endek | Lökés % |
| -------------------------- | -------------------------------------------------- | -- | - | -- | -- | ------ | ----- | ---------- | ------------------ | ------- |
| Kanada                     | Kaitlyn Lawes / John Morris                        | 6  | 1 | 52 | 26 | 29     | 20    | 0          | 9                  | 80%     |
| Svájc                      | Jenny Perret / Martin Rios                         | 5  | 2 | 45 | 33 | 29     | 26    | 0          | 10                 | 72%     |
| Olimpikonok Oroszországból | Anasztaszija Brizgalova / Alekszandr Kruselnyickij | 4  | 3 | 36 | 44 | 26     | 27    | 1          | 7                  | 67%     |
| Norvégia                   | Kristin Skaslien / Magnus Nedregotten              | 4  | 3 | 39 | 43 | 26     | 25    | 1          | 8                  | 74%     |
| Kína                       | Wang Rui / Ba Dexin                                | 4  | 3 | 47 | 42 | 27     | 27    | 1          | 6                  | 72%     |
| Dél-Korea                  | Jang Hye-ji / Lee Ki-jeong                         | 2  | 5 | 42 | 47 | 26     | 26    | 1          | 7                  | 70%     |
| Egyesült Államok           | Rebecca Hamilton / Matt Hamilton                   | 2  | 5 | 37 | 43 | 26     | 25    | 0          | 9                  | 74%     |
| Finnország                 | Oona Kauste / Tomi Rantamäki                       | 1  | 6 | 35 | 53 | 23     | 29    | 0          | 6                  | 66%     |

1. 1 2  Norvégia és Kína rájátszáson mérkőzött az elődöntőbe jutásért

| Sheet B            | Sheet B                           | 1 | 2 | 3 | 4 | 5 | 6 | 7 | 8 | VE |
| 1. end utolsó köve | Kanada (Lawes / Morris)           | 1 | 0 | 3 | 0 | 2 | 0 | 0 | 0 | 6  |
|                    | Norvégia (Skaslien / Nedregotten) | 0 | 3 | 0 | 1 | 0 | 2 | 1 | 2 | 9  |

| Sheet C            | Sheet C                                                 | 1 | 2 | 3 | 4 | 5 | 6 | 7 | 8 | VE |
|                    | Olimpikonok Oroszországból (Brizgalova / Kruselnyickij) | 0 | 1 | 0 | 1 | 1 | 0 | 0 | 1 | 4  |
| 1. end utolsó köve | Norvégia (Skaslien / Nedregotten)                       | 0 | 0 | 1 | 0 | 0 | 1 | 1 | 0 | 3  |

| Sheet A            | Sheet A                           | 1 | 2 | 3 | 4 | 5 | 6 | 7 | 8 | VE |
|                    | Dél-Korea (Jang / Lee)            | 0 | 0 | 0 | 1 | 0 | 2 | 0 | X | 3  |
| 1. end utolsó köve | Norvégia (Skaslien / Nedregotten) | 1 | 3 | 1 | 0 | 1 | 0 | 2 | X | 8  |

| Sheet D            | Sheet D                           | 1 | 2 | 3 | 4 | 5 | 6 | 7 | 8 | VE |
|                    | Svájc (Perret / Rios)             | 1 | 0 | 0 | 2 | 1 | 0 | 1 | 0 | 5  |
| 1. end utolsó köve | Norvégia (Skaslien / Nedregotten) | 0 | 3 | 1 | 0 | 0 | 1 | 0 | 1 | 6  |

| Sheet B            | Sheet B                           | 1 | 2 | 3 | 4 | 5 | 6 | 7 | 8 | 9 | VE |
|                    | Norvégia (Skaslien / Nedregotten) | 1 | 0 | 1 | 0 | 3 | 0 | 1 | 0 | 1 | 7  |
| 1. end utolsó köve | Finnország (Kauste / Rantamäki)   | 0 | 2 | 0 | 1 | 0 | 2 | 0 | 1 | 0 | 6  |

| Sheet C            | Sheet C                                      | 1 | 2 | 3 | 4 | 5 | 6 | 7 | 8 | VE |
|                    | Norvégia (Skaslien / Nedregotten)            | 0 | 3 | 0 | 0 | 0 | 0 | X | X | 3  |
| 1. end utolsó köve | Egyesült Államok (R. Hamilton / M. Hamilton) | 1 | 0 | 1 | 4 | 1 | 3 | X | X | 10 |

| Sheet A            | Sheet A                           | 1 | 2 | 3 | 4 | 5 | 6 | 7 | 8 | VE |
|                    | Norvégia (Skaslien / Nedregotten) | 0 | 1 | 1 | 0 | 1 | 0 | X | X | 3  |
| 1. end utolsó köve | Kína (Wang / Ba)                  | 1 | 0 | 0 | 3 | 0 | 5 | X | X | 9  |

| Sheet D            | Sheet D                           | 1 | 2 | 3 | 4 | 5 | 6 | 7 | 8 | VE |
| 1. end utolsó köve | Kína (Wang / Ba)                  | 2 | 0 | 1 | 0 | 2 | 0 | 2 | 0 | 7  |
|                    | Norvégia (Skaslien / Nedregotten) | 0 | 3 | 0 | 1 | 0 | 4 | 0 | 1 | 9  |

Elődöntő
| Sheet A            | Sheet A                           | 1 | 2 | 3 | 4 | 5 | 6 | 7 | 8 | VE |
| 1. end utolsó köve | Kanada (Lawes / Morris)           | 2 | 0 | 0 | 1 | 2 | 0 | 3 | X | 8  |
|                    | Norvégia (Skaslien / Nedregotten) | 0 | 1 | 1 | 0 | 0 | 2 | 0 | X | 4  |

Bronzmérkőzés
| Sheet B            | Sheet B                                                 | 1 | 2 | 3 | 4 | 5 | 6 | 7 | 8 | VE |
| 1. end utolsó köve | Olimpikonok Oroszországból (Brizgalova / Kruselnyickij) | 2 | 1 | 0 | 2 | 0 | 1 | 1 | 1 | 8  |
|                    | Norvégia (Skaslien / Nedregotten)                       | 0 | 0 | 2 | 0 | 2 | 0 | 0 | 0 | 4  |

Az eredetileg bronzérmes orosz párost a torna után Alekszandr Kruselnyickij pozitív doppingtesztje miatt a Nemzetközi Sportdöntőbíróság döntése alapján kizárták, a bronzérmet a norvég páros kapta meg.
| Csapat   | Helyezés |
| -------- | -------- |
| Norvégia |          |

## Északi összetett
| Versenyző                                                   | Versenyszám        | Síugrás | Síugrás | Síugrás | Síugrás    | Sífutás | Összesítés | Összesítés |
| Versenyző                                                   | Versenyszám        | Táv     | Pont    | Hely.   | Időhátrány | Idő     | Idő        | Helyezés   |
| ----------------------------------------------------------- | ------------------ | ------- | ------- | ------- | ---------- | ------- | ---------- | ---------- |
| Espen Andersen                                              | Normálsánc + 10 km | 104,5   | 117,2   | 7.      | +0:54      | 25:11,1 | 26:05,1    | 10.        |
| Espen Andersen                                              | Nagysánc + 10 km   | 121,0   | 105,6   | 25.     | +2:13      | 24:23,8 | 26:36,8    | 22.        |
| Jørgen Graabak                                              | Normálsánc + 10 km | 90,0    | 93,6    | 23.     | +2:28      | 24:53,3 | 27:21,3    | 18.        |
| Jørgen Graabak                                              | Nagysánc + 10 km   | 119,5   | 110,9   | 19.     | +1:52      | 23:25,3 | 25:17,3    | 10.        |
| Jarl Magnus Riiber                                          | Csapat             | 111,0   | 126,9   | 2.      | +0:15      | 24:58,9 | 25:13,9    | 4.         |
| Jarl Magnus Riiber                                          | Nagysánc + 10 km   | 139,0   | 138,6   | 2.      | +0:01      | 23:54,3 | 23:55,3    | 4.         |
| Jan Schmid                                                  | Normálsánc + 10 km | 88,0    | 88,8    | 31.     | +2:47      | 24:47,8 | 27:34,8    | 25.        |
| Jan Schmid                                                  | Nagysánc + 10 km   | 119,0   | 107,9   | 22.     | +2:04      | 23:15,7 | 25:19,7    | 11.        |
| Espen Andersen Jørgen Graabak Jarl Magnus Riiber Jan Schmid | Csapat             | 527,5   | 449,2   | 4.      | +0:27      | 46:35,5 | 47:02,5    |            |

## Gyorskorcsolya
Férfi
| Versenyző             | Versenyszám | Eredmény      | Helyezés      |
| --------------------- | ----------- | ------------- | ------------- |
| Håvard Bøkko          | 5000 m      | 6:24,50       | 18.           |
| Håvard Bøkko          | 10 000 m    | 13:17,41      | 11.           |
| Sindre Henriksen      | 1500 m      | 1:45,64       | 7.            |
| Allan Johansson       | 1500 m      | nem ért célba | nem ért célba |
| Håvard Lorentzen      | 500 m       | 34,31         |               |
| Håvard Lorentzen      | 1000 m      | 1:07,99       |               |
| Simen Spieler Nilsen  | 5000 m      | 6:18,39       | 13.           |
| Sverre Lunde Pedersen | 1500 m      | 1:46,12       | 9.            |
| Sverre Lunde Pedersen | 5000 m      | 6:11,618      |               |
| Henrik Rukke          | 500 m       | 35,500        | 28.           |
| Henrik Rukke          | 1000 m      | 1:07,99       | 32.           |

Női
| Versenyző  | Versenyszám | Eredmény | Helyezés |
| ---------- | ----------- | -------- | -------- |
| Hege Bøkko | 500 m       | 38,538   | 18.      |
| Hege Bøkko | 1000 m      | 1:15,98  | 14.      |
| Ida Njåtun | 500 m       | 39,33    | 27.      |
| Ida Njåtun | 1000 m      | 1:15,43  | 10.      |
| Ida Njåtun | 1500 m      | 1:56,46  | 7.       |
| Ida Njåtun | 3000 m      | 4:06,67  | 12.      |

Tömegrajtos
| Versenyző             | Versenyszám | Elődöntő | Elődöntő | Elődöntő | Döntő   | Döntő   | Döntő    |
| Versenyző             | Versenyszám | Pont     | Idő      | Hely.    | Pont    | Idő     | Helyezés |
| --------------------- | ----------- | -------- | -------- | -------- | ------- | ------- | -------- |
| Sverre Lunde Pedersen | Férfi       | 2        | 7:58,65  | 9.       | kiesett | kiesett | kiesett  |

Csapatverseny
| Versenyző                                                        | Versenyszám | Negyeddöntő                  | Negyeddöntő | Elődöntő                     | Elődöntő | Döntő                        | Döntő    | Döntő |
| Versenyző                                                        | Versenyszám | Ellenfél Idő                 | Hely.       | Ellenfél Idő                 | Hely.    | Ellenfél Idő                 | Helyezés |       |
| ---------------------------------------------------------------- | ----------- | ---------------------------- | ----------- | ---------------------------- | -------- | ---------------------------- | -------- | ----- |
| Håvard Bøkko Sindre Henriksen Simen Nilsen Sverre Lunde Pedersen | Férfi       | Új-Zéland (NZL) · Gy 3:41,18 | 3.          | Hollandia (NED) · Gy 3:37,08 | 1.       | Dél-Korea (KOR) · Gy 3:37,32 |          |       |

## Jégkorong

### Férfi
- Szövetségi kapitány:  Petter Thoresen
- Segédedzők:  Sjur Robert Nilsen

| Norvég nemzeti férfi jégkorongcsapat-játékoskeret | Norvég nemzeti férfi jégkorongcsapat-játékoskeret | Norvég nemzeti férfi jégkorongcsapat-játékoskeret | Norvég nemzeti férfi jégkorongcsapat-játékoskeret | Norvég nemzeti férfi jégkorongcsapat-játékoskeret | Norvég nemzeti férfi jégkorongcsapat-játékoskeret | Norvég nemzeti férfi jégkorongcsapat-játékoskeret | Norvég nemzeti férfi jégkorongcsapat-játékoskeret |
| #                                                 | Poszt                                             | Név                                               | Magasság                                          | Súly                                              | Születési idő                                     | Születési hely                                    | Klub 2017–18-ban                                  |
| ------------------------------------------------- | ------------------------------------------------- | ------------------------------------------------- | ------------------------------------------------- | ------------------------------------------------- | ------------------------------------------------- | ------------------------------------------------- | ------------------------------------------------- |
| 4                                                 | D                                                 | Johannes Johannesen                               | 1,81 m (5 ft 11 in)                               | 87 kg (192 lb)                                    | 1997. március 1.                                  | Stavanger                                         | Stavanger Oilers (GET-ligaen)                     |
| 5                                                 | D                                                 | Erlend Lesund                                     | 1,90 m (6 ft 3 in)                                | 93 kg (205 lb)                                    | 1994. december 11.                                | Oslo                                              | Mora IK (SHL)                                     |
| 6                                                 | D                                                 | Jonas Holøs – C                                   | 1,80 m (5 ft 11 in)                               | 92 kg (203 lb)                                    | 1987. augusztus 27.                               | Sarpsborg                                         | HC Fribourg-Gottéron (NL)                         |
| 8                                                 | F                                                 | Mathias Trettenes                                 | 1,80 m (5 ft 11 in)                               | 82 kg (181 lb)                                    | 1993. november 8.                                 | Stavanger                                         | Stavanger Oilers (GET-ligaen)                     |
| 10                                                | D                                                 | Mattias Nørstebø                                  | 1,78 m (5 ft 10 in)                               | 82 kg (181 lb)                                    | 1995. június 3.                                   | Trondheim                                         | Frölunda HC (SHL)                                 |
| 15                                                | F                                                 | Tommy Kristiansen                                 | 1,89 m (6 ft 2 in)                                | 100 kg (220 lb)                                   | 1989. május 26.                                   | Sarpsborg                                         | Sparta Warriors (GET-ligaen)                      |
| 16                                                | F                                                 | Eirik Salsten                                     | 1,84 m (6 ft 0 in)                                | 87 kg (192 lb)                                    | 1994. június 17.                                  | Oslo                                              | Stavanger Oilers (GET-ligaen)                     |
| 17                                                | D                                                 | Stefan Espeland                                   | 1,82 m (6 ft 0 in)                                | 84 kg (185 lb)                                    | 1989. március 24.                                 | Oslo                                              | Vålerenga Ishockey (GET-ligaen)                   |
| 20                                                | F                                                 | Anders Bastiansen                                 | 1,90 m (6 ft 3 in)                                | 95 kg (209 lb)                                    | 1980. október 31.                                 | Asker                                             | Frisk Asker (GET-ligaen)                          |
| 21                                                | F                                                 | Steffen Thoresen                                  | 1,80 m (5 ft 11 in)                               | 90 kg (200 lb)                                    | 1985. június 3.                                   | Oslo                                              | Storhamar Ishockey (GET-ligaen)                   |
| 22                                                | F                                                 | Martin Røymark                                    | 1,84 m (6 ft 0 in)                                | 87 kg (192 lb)                                    | 1986. november 10.                                | Oslo                                              | Modo Hockey (HA)                                  |
| 26                                                | F                                                 | Kristian Forsberg                                 | 1,85 m (6 ft 1 in)                                | 92 kg (203 lb)                                    | 1986. május 5.                                    | Oslo                                              | Stavanger Oilers (GET-ligaen)                     |
| 27                                                | F                                                 | Ludvig Hoff                                       | 1,80 m (5 ft 11 in)                               | 87 kg (192 lb)                                    | 1996. október 16.                                 | Oslo                                              | University of North Dakota (NCHC)                 |
| 28                                                | F                                                 | Niklas Roest                                      | 1,74 m (5 ft 9 in)                                | 82 kg (181 lb)                                    | 1986. augusztus 3.                                | Oslo                                              | Sparta Warriors (GET-ligaen)                      |
| 30                                                | G                                                 | Lars Haugen                                       | 1,84 m (6 ft 0 in)                                | 86 kg (190 lb)                                    | 1987. március 19.                                 | Oslo                                              | Färjestad BK (SHL)                                |
| 33                                                | G                                                 | Henrik Haukeland                                  | 1,88 m (6 ft 2 in)                                | 86 kg (190 lb)                                    | 1994. december 6.                                 | Fredrikstad                                       | Timrå IK (HA)                                     |
| 38                                                | G                                                 | Henrik Holm                                       | 1,86 m (6 ft 1 in)                                | 84 kg (185 lb)                                    | 1990. szeptember 6.                               | Fredrikstad                                       | Stavanger Oilers (GET-ligaen)                     |
| 40                                                | F                                                 | Ken André Olimb                                   | 1,78 m (5 ft 10 in)                               | 80 kg (180 lb)                                    | 1989. január 21.                                  | Oslo                                              | Linköpings HC (SHL)                               |
| 41                                                | F                                                 | Patrick Thoresen – A                              | 1,80 m (5 ft 11 in)                               | 92 kg (203 lb)                                    | 1983. november 7.                                 | Oslo                                              | SKA Saint Petersburg (KHL)                        |
| 42                                                | D                                                 | Henrik Ødegaard                                   | 1,80 m (5 ft 11 in)                               | 90 kg (200 lb)                                    | 1988. február 12.                                 | Asker                                             | Frisk Asker (GET-ligaen)                          |
| 46                                                | F                                                 | Mathis Olimb – A                                  | 1,78 m (5 ft 10 in)                               | 80 kg (180 lb)                                    | 1986. február 1.                                  | Oslo                                              | Linköpings HC (SHL)                               |
| 47                                                | D                                                 | Alexander Bonsaksen                               | 1,80 m (5 ft 11 in)                               | 85 kg (187 lb)                                    | 1987. január 24.                                  | Oslo                                              | Iserlohn Roosters (DEL)                           |
| 51                                                | F                                                 | Mats Rosseli Olsen                                | 1,80 m (5 ft 11 in)                               | 82 kg (181 lb)                                    | 1991. április 29.                                 | Oslo                                              | Frölunda HC (SHL)                                 |
| 61                                                | F                                                 | Aleksander Reichenberg                            | 1,85 m (6 ft 1 in)                                | 81 kg (179 lb)                                    | 1992. június 13.                                  | Mora                                              | HC Sparta Praha (ELH)                             |
| 90                                                | D                                                 | Daniel Sørvik                                     | 1,83 m (6 ft 0 in)                                | 92 kg (203 lb)                                    | 1990. március 11.                                 | Oslo                                              | HC Litvínov (ELH)                                 |

Csoportkör
C csoport
| Hely. | Csapat      | M | Gy | HGy | HV | V | G+ | G– | Gk | P | Továbbjutás                       |
| ----- | ----------- | - | -- | --- | -- | - | -- | -- | -- | - | --------------------------------- |
| 1.    | Svédország  | 3 | 3  | 0   | 0  | 0 | 8  | 1  | +7 | 9 | Továbbjutott a negyeddöntőbe      |
| 2.    | Finnország  | 3 | 2  | 0   | 0  | 1 | 11 | 6  | +5 | 6 | A negyeddöntőbe jutásért játszott |
| 3.    | Németország | 3 | 0  | 1   | 0  | 2 | 4  | 7  | −3 | 2 | A negyeddöntőbe jutásért játszott |
| 4.    | Norvégia    | 3 | 0  | 0   | 1  | 2 | 2  | 11 | −9 | 1 | A negyeddöntőbe jutásért játszott |

| 2018. február 15. 16:40 (8:40) | Norvégia (NOR) | 0–4 (0–2, 0–0, 0–2) | Svédország (SWE) | Gangneung Hockey Center, Phjongcshang Nézőszám: 3961 |

| Jegyzőkönyv | Jegyzőkönyv | Jegyzőkönyv                         | Jegyzőkönyv  | Jegyzőkönyv                                                                     |
| --- | ----------- | ----------------------------------- | ------------ | ------------------------------------------------------------------------------- |
| | Lars Haugen | Kapusok                             | Viktor Fasth | Játékvezetők: Roman Gofman Tobias Wehrli Vonalbírók: Gleb Lazarev Judson Ritter |
| \| \| 0–1 \| 05:29 – Lindholm (Omark, Möller) \| \| \| 0–2 \| 16:46 – Lander (Bertilsson) \| \| \| 0–3 \| 48:42 – Everberg (Omark, Fransson) \| \| \| 0–4 \| 49:04 – Wikstrand (Omark, Everberg) \| |             |                                     |              | Játékvezetők: Roman Gofman Tobias Wehrli Vonalbírók: Gleb Lazarev Judson Ritter |
| 14 perc | Büntetések  | 12 perc                             |              | Játékvezetők: Roman Gofman Tobias Wehrli Vonalbírók: Gleb Lazarev Judson Ritter |
| 17 | Lövések     | 27                                  |              | Játékvezetők: Roman Gofman Tobias Wehrli Vonalbírók: Gleb Lazarev Judson Ritter |
| | 0–1         | 05:29 – Lindholm (Omark, Möller)    |              | Játékvezetők: Roman Gofman Tobias Wehrli Vonalbírók: Gleb Lazarev Judson Ritter |
| | 0–2         | 16:46 – Lander (Bertilsson)         |              | Játékvezetők: Roman Gofman Tobias Wehrli Vonalbírók: Gleb Lazarev Judson Ritter |
| | 0–3         | 48:42 – Everberg (Omark, Fransson)  |              | Játékvezetők: Roman Gofman Tobias Wehrli Vonalbírók: Gleb Lazarev Judson Ritter |
| | 0–4         | 49:04 – Wikstrand (Omark, Everberg) |              |                                                                                 |

| 2018. február 16. 21:10 (13:10) | Finnország (FIN) | 5–1 (1–1, 1–0, 3–0) | Norvégia (NOR) | Gangneung Hockey Center, Phjongcshang Nézőszám: 4180 |

| Jegyzőkönyv | Jegyzőkönyv    | Jegyzőkönyv                                | Jegyzőkönyv | Jegyzőkönyv                                                                     |
| --- | -------------- | ------------------------------------------ | ----------- | ------------------------------------------------------------------------------- |
| | Mikko Koskinen | Kapusok                                    | Lars Haugen | Játékvezetők: Jan Hribik Brett Iverson Vonalbírók: Jimmy Dahmen Fraser McIntyre |
| \| \| 0–1 \| 06:29 – Thoresen (Kristiansen, Olimb) (PP) \| \| Tolvanen (Lepistö) (PP) – 16:36 \| 1–1 \| \| \| Tolvanen (Peltola) – 25:32 \| 2–1 \| \| \| Savinainen (Koskiranta) – 42:59 \| 3–1 \| \| \| Lepistö (Kontiola) (PP) – 47:54 \| 4–1 \| \| \| Manninen (Kontiola) – 56:48 \| 5–1 \| \| |                |                                            |             | Játékvezetők: Jan Hribik Brett Iverson Vonalbírók: Jimmy Dahmen Fraser McIntyre |
| 8 perc | Büntetések     | 12 perc                                    |             | Játékvezetők: Jan Hribik Brett Iverson Vonalbírók: Jimmy Dahmen Fraser McIntyre |
| 30 | Lövések        | 22                                         |             | Játékvezetők: Jan Hribik Brett Iverson Vonalbírók: Jimmy Dahmen Fraser McIntyre |
| | 0–1            | 06:29 – Thoresen (Kristiansen, Olimb) (PP) |             | Játékvezetők: Jan Hribik Brett Iverson Vonalbírók: Jimmy Dahmen Fraser McIntyre |
| Tolvanen (Lepistö) (PP) – 16:36 | 1–1            |                                            |             | Játékvezetők: Jan Hribik Brett Iverson Vonalbírók: Jimmy Dahmen Fraser McIntyre |
| Tolvanen (Peltola) – 25:32 | 2–1            |                                            |             | Játékvezetők: Jan Hribik Brett Iverson Vonalbírók: Jimmy Dahmen Fraser McIntyre |
| Savinainen (Koskiranta) – 42:59 | 3–1            |                                            |             |                                                                                 |
| Lepistö (Kontiola) (PP) – 47:54 | 4–1            |                                            |             |                                                                                 |
| Manninen (Kontiola) – 56:48 | 5–1            |                                            |             |                                                                                 |

| 2018. február 18. 12:10 (4:10) | Németország (GER) | 2–1 (sz.) (0–0, 1–0, 0–1) (h.u.:: 0–0) (sz.: 1–0) | Norvégia (NOR) | Gangneung Hockey Center, Phjongcshang Nézőszám: 5534 |

| Jegyzőkönyv                                                                                               | Jegyzőkönyv          | Jegyzőkönyv                             | Jegyzőkönyv | Jegyzőkönyv                                                                          |
| --- | -------------------- | --------------------------------------- | ----------- | ------------------------------------------------------------------------------------ |
| | Danny aus den Birken | Kapusok                                 | Lars Haugen | Játékvezetők: Mark Lemelin Anssi Salonen Vonalbírók: Jimmy Dahmen Alexander Otmakhov |
| \| Hager (Kahun, Macek) (PP) – 32:53 \| 1–0 \| \| \| \| 1–1 \| 45:19 – Reichenberg (Holøs, Bastiansen) \| |                      |                                         |             | Játékvezetők: Mark Lemelin Anssi Salonen Vonalbírók: Jimmy Dahmen Alexander Otmakhov |
| Hager Plachta Kahun                                                                                       | Szétlövés            | Bastiansen Reichenberg M. Olimb         |             | Játékvezetők: Mark Lemelin Anssi Salonen Vonalbírók: Jimmy Dahmen Alexander Otmakhov |
| 10 perc                                                                                                   | Büntetések           | 55 perc                                 |             | Játékvezetők: Mark Lemelin Anssi Salonen Vonalbírók: Jimmy Dahmen Alexander Otmakhov |
| 38 | Lövések              | 29                                      |             | Játékvezetők: Mark Lemelin Anssi Salonen Vonalbírók: Jimmy Dahmen Alexander Otmakhov |
| Hager (Kahun, Macek) (PP) – 32:53                                                                         | 1–0                  |                                         |             | Játékvezetők: Mark Lemelin Anssi Salonen Vonalbírók: Jimmy Dahmen Alexander Otmakhov |
| | 1–1                  | 45:19 – Reichenberg (Holøs, Bastiansen) |             | Játékvezetők: Mark Lemelin Anssi Salonen Vonalbírók: Jimmy Dahmen Alexander Otmakhov |

Rájátszás a negyeddöntőért
| 2018. február 20. 16:40 (8:40) | Szlovénia (SLO) | 1–2 (h.u.) (1–0, 0–0, 0–1) (h.u.: 0–1) | Norvégia (NOR) | Gangneung Hockey Center, Phjongcshang Nézőszám: 6312 |

| Jegyzőkönyv | Jegyzőkönyv    | Jegyzőkönyv                                    | Jegyzőkönyv | Jegyzőkönyv                                                                          |
| --- | -------------- | ---------------------------------------------- | ----------- | ------------------------------------------------------------------------------------ |
| | Gašper Krošelj | Kapusok                                        | Lars Haugen | Játékvezetők: Daniel Stricker Tobias Wehrli Vonalbírók: Vít Lederer Miroslav Lhotský |
| \| Urbas (Muršak) (PP) – 06:38 \| 1–0 \| \| \| \| 1–1 \| 43:06 – Kristiansen (Røymark, Bastiansen) \| \| \| 1–2 \| 63:06 – Bonsaksen (Rosseli Olsen, P. Thoresen) \| |                |                                                |             | Játékvezetők: Daniel Stricker Tobias Wehrli Vonalbírók: Vít Lederer Miroslav Lhotský |
| 4 perc | Büntetések     | 12 perc                                        |             | Játékvezetők: Daniel Stricker Tobias Wehrli Vonalbírók: Vít Lederer Miroslav Lhotský |
| 34 | Lövések        | 26                                             |             | Játékvezetők: Daniel Stricker Tobias Wehrli Vonalbírók: Vít Lederer Miroslav Lhotský |
| Urbas (Muršak) (PP) – 06:38 | 1–0            |                                                |             | Játékvezetők: Daniel Stricker Tobias Wehrli Vonalbírók: Vít Lederer Miroslav Lhotský |
| | 1–1            | 43:06 – Kristiansen (Røymark, Bastiansen)      |             | Játékvezetők: Daniel Stricker Tobias Wehrli Vonalbírók: Vít Lederer Miroslav Lhotský |
| | 1–2            | 63:06 – Bonsaksen (Rosseli Olsen, P. Thoresen) |             | Játékvezetők: Daniel Stricker Tobias Wehrli Vonalbírók: Vít Lederer Miroslav Lhotský |

Negyeddöntő
| 2018. február 21. 16:40 (8:40) | Olimpikonok Oroszországból (OAR) | 6–1 (3–0, 2–1, 1–0) | Norvégia (NOR) | Gangneung Hockey Center, Phjongcshang Nézőszám: 3553 |

| Jegyzőkönyv | Jegyzőkönyv        | Jegyzőkönyv                              | Jegyzőkönyv                  | Jegyzőkönyv                                                                       |
| --- | ------------------ | ---------------------------------------- | ---------------------------- | --------------------------------------------------------------------------------- |
| | Vaszilij Kosecskin | Kapusok                                  | Lars Haugen Henrik Haukeland | Játékvezetők: Jan Hribik Timothy Mayer Vonalbírók: Lukas Kohlmüller Judson Ritter |
| \| Grigorenko (Kablukov, Tyelegin) – 08:54 \| 1–0 \| \| \| Guszev (Mozjakin, Dacjuk) (PP) – 13:25 \| 2–0 \| \| \| Vojnov (Guszev, Kaprizov) – 19:20 \| 3–0 \| \| \| \| 3–1 \| 27:21 – Bonsaksen (M. Olimb, K.A. Olimb) \| \| Kalinyin (Kovalcsuk, Vojnov) (PP) – 28:35 \| 4–1 \| \| \| Nyesztyerov (Guszev, Dacjuk) (PP) – 33:06 \| 5–1 \| \| \| Tyelegin (Grigorenko, Kablukov) – 53:15 \| 6–1 \| \| |                    |                                          |                              | Játékvezetők: Jan Hribik Timothy Mayer Vonalbírók: Lukas Kohlmüller Judson Ritter |
| 10 perc | Büntetések         | 10 perc                                  |                              | Játékvezetők: Jan Hribik Timothy Mayer Vonalbírók: Lukas Kohlmüller Judson Ritter |
| 32 | Lövések            | 14                                       |                              | Játékvezetők: Jan Hribik Timothy Mayer Vonalbírók: Lukas Kohlmüller Judson Ritter |
| Grigorenko (Kablukov, Tyelegin) – 08:54 | 1–0                |                                          |                              | Játékvezetők: Jan Hribik Timothy Mayer Vonalbírók: Lukas Kohlmüller Judson Ritter |
| Guszev (Mozjakin, Dacjuk) (PP) – 13:25 | 2–0                |                                          |                              | Játékvezetők: Jan Hribik Timothy Mayer Vonalbírók: Lukas Kohlmüller Judson Ritter |
| Vojnov (Guszev, Kaprizov) – 19:20 | 3–0                |                                          |                              | Játékvezetők: Jan Hribik Timothy Mayer Vonalbírók: Lukas Kohlmüller Judson Ritter |
| | 3–1                | 27:21 – Bonsaksen (M. Olimb, K.A. Olimb) |                              |                                                                                   |
| Kalinyin (Kovalcsuk, Vojnov) (PP) – 28:35 | 4–1                |                                          |                              |                                                                                   |
| Nyesztyerov (Guszev, Dacjuk) (PP) – 33:06 | 5–1                |                                          |                              |                                                                                   |
| Tyelegin (Grigorenko, Kablukov) – 53:15 | 6–1                |                                          |                              |                                                                                   |

| Csapat         | Helyezés |
| -------------- | -------- |
| Norvégia (NOR) | 8.       |

## Síakrobatika
Mogul
| Versenyző      | Versenyszám | Selejtező     | Selejtező     | Selejtező     | Selejtező     | Selejtező | Selejtező | Selejtező | Selejtező | Döntő    | Döntő    | Döntő    | Döntő    | Döntő    | Döntő    | Döntő    | Döntő    | Döntő    | Döntő    | Döntő    | Helyezés |
| Versenyző      | Versenyszám | 1. futam      | 1. futam      | 1. futam      | 1. futam      | 2. futam  | 2. futam  | 2. futam  | 2. futam  | 1. futam | 1. futam | 1. futam | 1. futam | 2. futam | 2. futam | 2. futam | 2. futam | 3. futam | 3. futam | 3. futam | Helyezés |
| Versenyző      | Versenyszám | Idő           | Pont          | Össz.         | Hely.         | Idő       | Pont      | Össz.     | Hely.     | Idő      | Pont     | Össz.    | Hely.    | Idő      | Pont     | Össz.    | Hely.    | Idő      | Pont     | Össz.    | Helyezés |
| -------------- | ----------- | ------------- | ------------- | ------------- | ------------- | --------- | --------- | --------- | --------- | -------- | -------- | -------- | -------- | -------- | -------- | -------- | -------- | -------- | -------- | -------- | -------- |
| Vinjar Slatten | Férfi       | nem ért célba | nem ért célba | nem ért célba | nem ért célba | 25,16     | 63,09     | 77,49     | 2.        | 24,99    | 64,13    | 79,18    | 8.       | 24,31    | 62,93    | 78,87    | 5.       | 26,71    | 20,83    | 33,61    | 6.       |
| Hedvig Wessel  | Női         | 29,70         | 54,11         | 68,64         | 18.           | 30,03     | 57,50     | 71,66     | 5.        | 29,99    | 54,57    | 68,77    | 19.      | kiesett  | kiesett  | kiesett  | kiesett  | kiesett  | kiesett  | kiesett  | 19.      |

Slopestyle
| Versenyző                  | Versenyszám | Selejtező | Selejtező | Selejtező     | Selejtező | Döntő    | Döntő    | Döntő    | Döntő         | Döntő    |
| Versenyző                  | Versenyszám | 1. futam  | 2. futam  | Jobb eredmény | Hely.     | 1. futam | 2. futam | 3. futam | Jobb eredmény | Helyezés |
| -------------------------- | ----------- | --------- | --------- | ------------- | --------- | -------- | -------- | -------- | ------------- | -------- |
| Øystein Bråten             | Férfi       | 83,20     | 93,80     | 93,80         | 4.        | 95,00    | 46,40    | 24,00    | 95,00         |          |
| Ferdinand Dahl             | Férfi       | 46,60     | 89,00     | 89,00         | 10.       | 42,20    | 76,40    | 41,80    | 76,40         | 8.       |
| Christian Nummedal         | Férfi       | 27,00     | 29,20     | 29,20         | 28.       | kiesett  | kiesett  | kiesett  | kiesett       | kiesett  |
| Felix Stridsberg-Usterud   | Férfi       | 14,60     | 84,20     | 84,20         | 14.       | kiesett  | kiesett  | kiesett  | kiesett       | kiesett  |
| Johanne Killi              | Női         | 87,80     | 64,20     | 87,80         | 3.        | 10,20    | 76,80    | 54,40    | 76,80         | 5.       |
| Tiril Sjåstad Christiansen | Női         | 55,80     | 89,00     | 89,00         | 2.        | 5,20     | 24,00    | 60,40    | 60,40         | 9.       |

## Sífutás
Távolsági
Férfi
| Versenyző                                                                         | Versenyszám     | Klasszikus | Klasszikus | Szabad  | Szabad | Összesen  | Összesen |
| Versenyző                                                                         | Versenyszám     | Idő        | Hely.      | Idő     | Hely.  | Idő       | Helyezés |
| --------------------------------------------------------------------------------- | --------------- | ---------- | ---------- | ------- | ------ | --------- | -------- |
| Niklas Dyrhaug                                                                    | 50 km           |            |            |         |        | 2:13:20,5 | 13.      |
| Emil Iversen                                                                      | 50 km           |            |            |         |        | 2:12:59,0 | 10.      |
| Hans Christer Holund                                                              | 15 km           |            |            |         |        | 34:18,4   | 6.       |
| Hans Christer Holund                                                              | 30 km           | 41:01,8    | 7.         | 40:33,3 | 5.     | 1:16:29,9 |          |
| Hans Christer Holund                                                              | 50 km           |            |            |         |        | 2:11:12,2 | 6.       |
| Johannes Høsflot Klæbo                                                            | 30 km           | 40:31,8    | 5.         | 36:04,8 | 18.    | 1:17:03,4 | 10.      |
| Finn Hågen Krogh                                                                  | 15 km           |            |            |         |        | 35:14,4   | 18.      |
| Simen Hegstad Krüger                                                              | 15 km           |            |            |         |        | 34:02,2   |          |
| Simen Hegstad Krüger                                                              | 30 km           | 41:13,8    | 14.        | 35:06,2 | 1.     | 1:16:20,0 |          |
| Martin Johnsrud Sundby                                                            | 15 km           |            |            |         |        | 34:08,8   | 4.       |
| Martin Johnsrud Sundby                                                            | 30 km           | 40:30,5    | 5.         | 35:22,4 | 2.     | 1:16:28,0 |          |
| Martin Johnsrud Sundby                                                            | 50 km           |            |            |         |        | 2:11:05,8 | 5.       |
| Johannes Høsflot Klæbo Simen Hegstad Krüger Martin Johnsrud Sundby Didrik Tønseth | 4 × 10 km váltó |            |            |         |        | 1:33:04,9 |          |

Női
| Versenyző                                                                       | Versenyszám    | Klasszikus | Klasszikus | Szabad  | Szabad | Összesen  | Összesen |
| Versenyző                                                                       | Versenyszám    | Idő        | Hely.      | Idő     | Hely.  | Idő       | Helyezés |
| ------------------------------------------------------------------------------- | -------------- | ---------- | ---------- | ------- | ------ | --------- | -------- |
| Marit Bjørgen                                                                   | 10 km          |            |            |         |        | 25:32,4   |          |
| Marit Bjørgen                                                                   | 15 km          | 21:23,1    | 1          | 18:58,6 | 2      | 40:52,7   |          |
| Marit Bjørgen                                                                   | 30 km          |            |            |         |        | 1:22:17,6 |          |
| Ragnhild Haga                                                                   | 10 km          |            |            |         |        | 25:00,5   |          |
| Ragnhild Haga                                                                   | 15 km          | 21:40,2    | 16.        | 19:53,7 | 16.    | 42:07,6   | 15.      |
| Ragnhild Haga                                                                   | 30 km          |            |            |         |        | 1:27:11,5 | 12.      |
| Ingvild Flugstad Østberg                                                        | 10 km          |            |            |         |        | 26:06,0   | 7.       |
| Ingvild Flugstad Østberg                                                        | 15 km          | 21:24,3    | 4.         | 19:50,4 | 14.    | 41:43,2   | 11.      |
| Ingvild Flugstad Østberg                                                        | 30 km          |            |            |         |        | 1:24:18,0 | 4.       |
| Heidi Weng                                                                      | 10 km          |            |            |         |        | 26:25,1   | 11.      |
| Heidi Weng                                                                      | 15 km          | 21:23,8    | 3.         | 19:33,7 | 9.     | 41:25,6   | 9.       |
| Heidi Weng                                                                      | 30 km          |            |            |         |        | 1:26:25,5 | 8.       |
| Marit Bjørgen Ragnhild Haga Astrid Uhrenholdt Jacobsen Ingvild Flugstad Østberg | 4 × 5 km váltó |            |            |         |        | 51:24,3   |          |

Sprint
| Versenyző                                     | Versenyszám         | Selejtező | Selejtező | Negyeddöntő | Negyeddöntő | Elődöntő | Elődöntő | Döntő    | Helyezés |
| Versenyző                                     | Versenyszám         | Idő       | Hely.     | Idő         | Hely.       | Idő      | Hely.    | Idő      | Helyezés |
| --------------------------------------------- | ------------------- | --------- | --------- | ----------- | ----------- | -------- | -------- | -------- | -------- |
| Eirik Brandsdal                               | Férfi egyéni sprint | 3:15,95   | 17.       | 3:18,25     | 5.          | kiesett  | kiesett  | kiesett  | 21.      |
| Pål Golberg                                   | Férfi egyéni sprint | 3:13,71   | 11.       | 3:11,07     | 2.          | 3:07,24  | 4.       | 3:09,56  | 4.       |
| Emil Iversen                                  | Férfi egyéni sprint | 3:14,36   | 12.       | 3:10,21     | 2.          | 3:14,09  | 4.       | kiesett  | 8.       |
| Johannes Høsflot Klæbo                        | Férfi egyéni sprint | 3:08,73   | 2.        | 3:11,09     | 1.          | 3:06,01  | 1.       | 3:05,75  |          |
| Johannes Høsflot Klæbo Martin Johnsrud Sundby | Férfi csapatsprint  |           |           |             |             | 16:03,97 | 1.       | 15:56,26 |          |
| Maiken Caspersen Falla                        | Női egyéni sprint   | 3:09,13   | 2.        | 3:11,98     | 1.          | 3:10,55  | 2.       | 3:06,87  |          |
| Kathrine Harsem                               | Női egyéni sprint   | 3:18,48   | 17.       | 3:14,87     | 4.          | kiesett  | kiesett  | kiesett  | 18.      |
| Ingvild Flugstad Østberg                      | Női egyéni sprint   | 3:17,35   | 13.       | 3:14,87     | 4.          | kiesett  | kiesett  | kiesett  | 17.      |
| Heidi Weng                                    | Női egyéni sprint   | 3:16,28   | 10.       | 3:15,68     | 2.          | 3:16,22  | 6.       | kiesett  | 11.      |
| Marit Bjørgen Maiken Caspersen Falla          | Női csapatsprint    |           |           |             |             | 16:33,28 | 1.       | 15:59,44 |          |

## Síugrás
Férfi
| Versenyző                                                                                  | Versenyszám   | Selejtező | Selejtező | Selejtező | 1. ugrás | 1. ugrás | 1. ugrás | 2. ugrás | 2. ugrás | 2. ugrás | Összesítés | Összesítés |
| Versenyző                                                                                  | Versenyszám   | Táv       | Pont      | Hely.     | Táv      | Pont     | Hely.    | Táv      | Pont     | Hely.    | Pont       | Helyezés   |
| ------------------------------------------------------------------------------------------ | ------------- | --------- | --------- | --------- | -------- | -------- | -------- | -------- | -------- | -------- | ---------- | ---------- |
| Johann André Forfang                                                                       | Normálsánc    | 100,0     | 121,1     | 13.       | 106,0    | 125,9    | 2.       | 109,5    | 125      | 4.       | 250,9      |            |
| Johann André Forfang                                                                       | Nagysánc      | 137,0     | 128,7     | 2.        | 133,0    | 132,1    | 9.       | 134,5    | 139,5    | 4.       | 271,6      | 5.         |
| Robert Johansson                                                                           | Normálsánc    | 98,0      | 118,3     | 19.       | 100,5    | 119,9    | 10.      | 113,5    | 129,8    | 2.       | 249,7      |            |
| Robert Johansson                                                                           | Nagysánc      | 135,0     | 131,9     | 1.        | 137,5    | 138,3    | 4.       | 134,5    | 137,0    | 6.       | 275,3      |            |
| Andreas Stjernen                                                                           | Normálsánc    | 100,0     | 119,3     | 15.       | 104,0    | 114,5    | 15.      | 103,5    | 111,3    | 15.      | 225,8      | 15.        |
| Andreas Stjernen                                                                           | Nagysánc      | 128,5     | 110,2     | 19.       | 134,5    | 134,7    | 6.       | 131,5    | 132,6    | 7.       | 267,3      | 8.         |
| Daniel-André Tande                                                                         | Normálsánc    | 100,0     | 123,0     | 8.        | 103,5    | 118,7    | 13.      | 111,5    | 123,6    | 5.       | 242,3      | 6.         |
| Daniel-André Tande                                                                         | Nagysánc      | 131,5     | 126,5     | 6.        | 131,0    | 128,9    | 15.      | 138,5    | 144,2    | 1.       | 273,1      | 4.         |
| Anders Fannemel* Johann André Forfang Robert Johansson Andreas Stjernen Daniel-André Tande | Csapatverseny |           |           |           | 539,0    | 545,9    | 1.       | 544,0    | 552,6    | 1.       | 1098,5     |            |

* – tartalék
Női
| Versenyző    | Versenyszám | Első forduló | Első forduló | Első forduló | Döntő | Döntő | Döntő | Összesítés | Összesítés |
| Versenyző    | Versenyszám | Táv          | Pont         | Hely.        | Táv   | Pont  | Hely. | Pont       | Helyezés   |
| ------------ | ----------- | ------------ | ------------ | ------------ | ----- | ----- | ----- | ---------- | ---------- |
| Maren Lundby | Normálsánc  | 105,5        | 125,4        | 1.           | 110,0 | 139,2 | 1.    | 264,6      |            |
| Silje Opseth | Normálsánc  | 89,5         | 83,5         | 18.          | 91,5  | 94,7  | 11.   | 178,2      | 16.        |

## Snowboard
Akrobatika
Férfi
| Versenyző        | Versenyszám | Selejtező | Selejtező | Selejtező     | Selejtező | Döntő                    | Döntő                    | Döntő                    | Döntő                    | Döntő    |
| Versenyző        | Versenyszám | 1. futam  | 2. futam  | Jobb eredmény | Hely.     | 1. futam                 | 2. futam                 | 3. futam                 | Jobb eredmény            | Helyezés |
| ---------------- | ----------- | --------- | --------- | ------------- | --------- | ------------------------ | ------------------------ | ------------------------ | ------------------------ | -------- |
| Torgeir Bergrem  | Big air     | 94,25     | 59,50     | 94,25         | 4.        | 88,50                    | 42,50                    | –                        | 131,00                   | 7.       |
| Torgeir Bergrem  | Slopestyle  | 45,80     | 75,45     | 75,45         | 5.        | 58,80                    | 75,80                    | 60,03                    | 75,80                    | 8.       |
| Marcus Kleveland | Big air     | 84,25     | 46,00     | 84,25         | 10.       | kiesett                  | kiesett                  | kiesett                  | kiesett                  | =18.     |
| Marcus Kleveland | Slopestyle  | 83,71     | 32,30     | 83,71         | 1.        | 77,76                    | 43,71                    | 37,18                    | 77,76                    | 6.       |
| Mons Røisland    | Slopestyle  | 76,50     | 43,68     | 76,50         | 4.        | sérülés miatt nem indult | sérülés miatt nem indult | sérülés miatt nem indult | sérülés miatt nem indult | 12.      |
| Ståle Sandbech   | Big air     | 84,75     | 41,25     | 84,75         | 7.        | kiesett                  | kiesett                  | kiesett                  | kiesett                  | 16.      |
| Ståle Sandbech   | Slopestyle  | 74,11     | 82,13     | 82,13         | 4.        | 44,81                    | 81,01                    | 38,13                    | 81,01                    | 4.       |

Női
| Versenyző      | Versenyszám | Selejtező | Selejtező | Selejtező     | Selejtező | Döntő    | Döntő    | Döntő    | Döntő         | Döntő    |
| Versenyző      | Versenyszám | 1. futam  | 2. futam  | Jobb eredmény | Hely.     | 1. futam | 2. futam | 3. futam | Jobb eredmény | Helyezés |
| -------------- | ----------- | --------- | --------- | ------------- | --------- | -------- | -------- | -------- | ------------- | -------- |
| Silje Norendal | Big air     | 76,00     | 77,50     | 77,50         | 10.       | 70,50    | 61,00    | –        | 70,50         | 6.       |
| Silje Norendal | Slopestyle  | törölve   | törölve   | törölve       | törölve   | 73,91    | 47,66    | törölve  | 73,91         | 4.       |

## Szkeleton
| Versenyző                 | Versenyszám | 1. futam | 1. futam | 2. futam | 2. futam | 3. futam | 3. futam | 4. futam | 4. futam | Összesítés | Összesítés |
| Versenyző                 | Versenyszám | Idő      | Hely.    | Idő      | Hely.    | Idő      | Hely.    | Idő      | Hely.    | Idő        | Helyezés   |
| ------------------------- | ----------- | -------- | -------- | -------- | -------- | -------- | -------- | -------- | -------- | ---------- | ---------- |
| Alexander Henning Hanssen | Férfi       | 51,44    | 17.      | 51,51    | 22.      | 51,37    | 19.      | 51,57    | 18.      | 3:25,89    | 20.        |